# رش حراري
الطلاء بالرش الحراري  عملية رش المواد المنصهرة على السطح.
تسخن «المواد الوسيطة» بالوسائل الكهربائية (بلازما أو بالقوس) أو الكيميائية (احتراق لهب).
ويمكن الرش الحراري بتوفير طلاء سميك (مما يقارب مدى سماكة 20 ميكرومتر إلى عدة مم حسب العملية كماده وسيطة).
على مساحة كبيرة في نسبه الرواسب العالية بالمقارنة مع العمليات الأخرى مثل الطلاء الكهربائي الفيزيائية والكيميائية ترسب الأبخرة.
مواد الطلاء المتاحه لعمليات الرش الحراري تشمل المعادن، السبائك، خزف والبلاستيك والمواد المركبة.
يتم تغذيتها بالبودرة أو نموذجالأسلاك، وتسخن إلى حالة منطهرة متسارعة نحو أسطح على هيئه ميكرون _بحجم الجسيمات (الجزيئات).
وعادة ما تستخدم الأحتراق أو القوس الكهربائي لتفريغ كمصدر للطاقة لأغراض الرش الحرارية.
تصنع مواد الطلاء الناتجة عن تراكم العديد من جسيمات الرش.
يجوز للسطح لا يسخن بدرجه كبيرة. مما يتيح الطلاء من المواد القابلة للأشتعال. وعادة مما يتم تقييم جودة الطلاء من خلال قياس المسامية (سهولة الأختراق) لها، محتوى الأكسيد، الكلي والجزئي، صلابة وقوة الترابط وخشونة السطح. بشكل عام، ونوعية الطلاء تزيد مع زيادة سرعات الجسيمات
لعمل التشطيبات اللازمة لاسطح المعادن من أشهر أنواع تقنيات تغطيه للمعادن على مختلف أنواعها واشكالها هي (التغطية باستخدام الرش الحرارى ). منذ عام 1986حققت نسبة استخدام هذا النوع من التقنيات وبشكل خاص في مجال تغطية الخزفيات أو ما يسمى خزف المستخدم في الصناعات الانشائية ما يقرب36% وفي مجال إعادة تشكيل وتصنيع المعادن حوالى 21% والصناعات الحربية تصل إلى 12% وصناعات أخرى مختلفه تصل إلى 31% متضمنة العمليات الكيميائية والإلكتروكيميائية المختلفة في طريقه اجرائها واستخداماتها .
كما تتضمن استخدام هذه التقنية في مجال صناعة مواتير الاحتراق الداخلى في الماكينات والالات على مختلف احجامها واشكالها والهدف منها .وبذلك تعتبر هذه الوسيلة واحدة من أهم الجوانب الأساسية التي تكتمل بها أي صناعة حاليا مهما عظم شانها .ويدخل استخدام هذه التقنية أيضا في مجال صناعة البتروكيماويات والصناعات المعدنية والكيميائية القائمة على هذا المجال .
ومن أهم التطبيقات أيضا في هذا المجال ان 39% من الصناعات الخزفية المنتجة بطريقة الترسيب الفيزيائي و26% بالطرق الكيميائية للترسيب ,23% بالرش الحرارى بالإضافة إلى 12%من العمليات التي تتم باستخدام الطرق المبللة يتم عمل تشطيب كامل لها عن طريق استخدام هذه التقنية . وبمرور الوقت وصلت التوقعات في زيادة العائد المتوقع من هذه الطريقة في أسواق العالم إلى التضاعف إلى الثلاثة امثال مقارنة بما كانت عليه في الماضى قبل التعمق في استخدامها .فلقد وصلت ارباح هذا المجال في وقت معين إلى ثلاثة بلايين دولار وذلك في نهاية عام 2010 وذلك بمتوسط نمو سنوي يصل إلى 12% .
تتميز العديد من الأختلافات في الرش الحراري:
- بلازما الرش
- تفجير الرش
- قوس أسلاك الرش
- لهب الرش
- عالية السرعة أوكسى وقود طلاء الرش (HVOF)
- الرش الدافئ
- الرش البارد

في الكلاسيكية (وضعت بين 1910 و1920) ولكن العمليات لاتزال تستخدم على نطاق واسع مثل رش اللهب وقوس أسلاك الرش، مع سرعات جسيمات منخفضة عموما (150متر/الثانية > )، والمواد الخام يجب أن تكون منصهرة التي تودع.بالبلازما لرش. وضعت في 1970(S)، ويستخدم طائرة نفاثه بالبلازما ذات درجة حرارة عالية الناتجة عن قوس التفريغ مع درجة الحرارة النموذجية 1500K <، مما يجعل من الممكن الرش للمواد المقاومة للحرارة مثل أكاسيد، الموليبدينوم، الخ 
كما توضح المؤشرات إلى وصول هذا النوع من التغطية في التطبيقات المختلفة كالاتى :''
1.المواتير بنسبة 28%.
2.المعدات البحرية بنسبة 18%.
3.التطبيقات الكيميائية وذلك بنسبة 15%.
وبالنسبة للرجوع إلى الدراسات التي اجراها معهد جورجا للمواد وذلك في عام 1990 تم التوصل إلى ان مبيعات هذا المجال قد تصل إلى أربعة بلايين دولار وذلك في عام 1995 . وبمقارنة فرق السنين مع العائد الهائل خلالها نستطيع تحديد مدى الربح والاستفادة الحادثة .
ومن المميزات الرئيسية لهذا النوع من التشطيبات لاسطح المعادن هو القدرة الفائقة على دمج عنصرين متشابهين بهدف الحصول على ثالث له صفات أفضل من الاثنين حيث يتم ذلك بطريقة متزامنة التكوين بتكوين طبقة اساسية تحتية .ومن خلال هذه الطريقة يتم تحسين الخواص الميكانيكية مثل القوة، الصلادة، مقاومة الكسر ومقاومة الكسر الناتج عن الشروخ المختلفة .
إضافة إلى ان التغطية توفر وقاية لسطح المعدن من العوامل البيئية الضارة مثل التاكل، البرى، التفتت هذا بلاضافة إلى العوامل الحرارية مثل ارتفاع درجة الحرارة التي تؤدى إلى اضعاف سطح المعدن .

## نظرة عامة على النظام
نموذجى نظام الرش الحراري يتكون مما يلي:
- رش الشعلة (مسدس الرش) الجخاز الأساسى لإجراء الذوبان وتسريع مغذية الجزيئات التي ستودع _لتوريد المسحوق، والأسلاك أو السائل إلى الشعلة أوساط *الإمداد _ الغازات أو السوائل لتوليد اللهب أو البلازما النفاثة، والغازات لتحمل البودرة. الخ.
- الربورت_لمعالجة الشعلة أو أسطح تطلى
- امدادات الطاقة _ مستقلة في كثير من اللأحيان لشعلة
- وحدة التحكم (S) _ سواء متكاملة أو فردية عن كل ماسبق.

### تفجير عملية الرش الحراري
مسدس التفجير يتكون اساسا من المياة المبردة برميل طويل مع صمامات مدخل الغازات والمساحيق. ويتم ضخ الأكسجين والوقود (الأسيتيلين الأكثر شيوعا) في برميل جنبا إلى جنب مع المسئول عن المسحوق. ويستخدم شرارة لإشعال خليط الغاز والتفجير مما أدى إلى التسخين وزيادة السرعة إلى سرعة تفوق سرعة الصوت للمسحوق أسفل البلاميل. ويتم استخدام نبضه من النتيتروجين لتطهير برميل بعد كل تفجير. وتتكرر هذه العملية عدة مرات في الثانية. طاقة عالية الحركة لجزيئات المسحوق الساخنة نتيجة لركيزه في تراكم طلاء كثيف جدا وقوى.

## البلازما بالرش

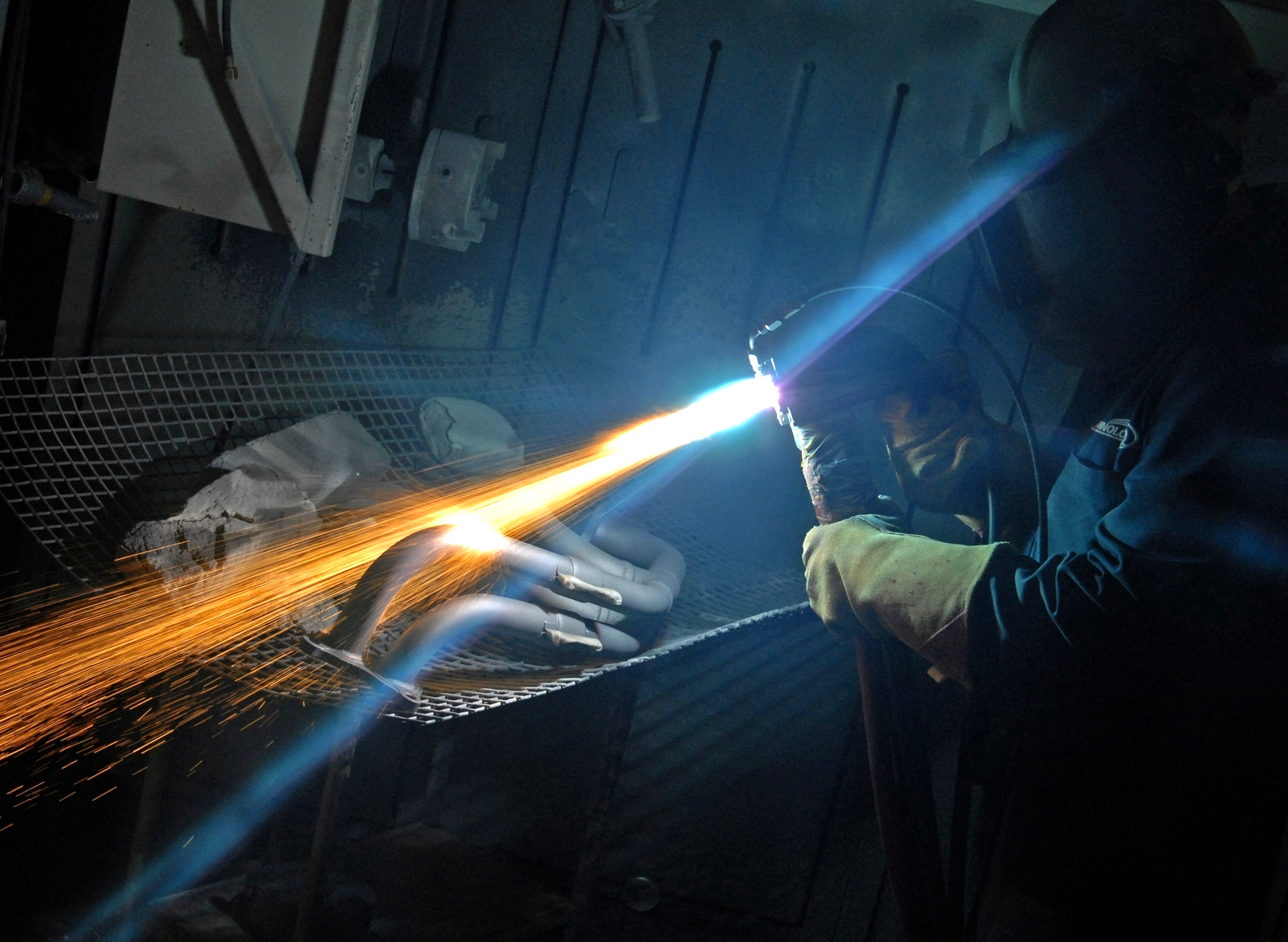
اعداد عملية البلازما

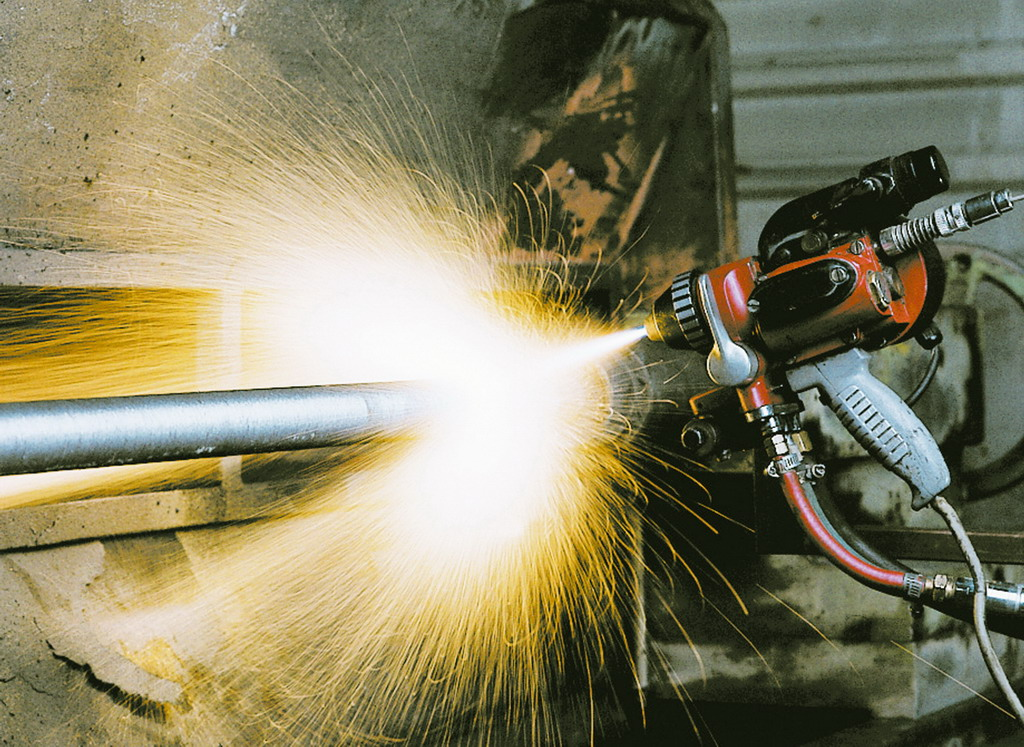
لهب الرش

في عملية الرش بالبلازما، على ان تودع هذه المادة (المادة الوسيطة) عادة على شكل مسحوق، وأحيانا على شكل سائل، suspension ، تعليق أو سلك يتم إدخالها في طائرة البلازما، والمنبثقة من شعله البلازما. في الطائرة، حيث كانت درجة الحرارة في حدود 10000K،وذاب المادة ودفعت نحو ركيزة (طبقه سفلية). هناك، قطرات المصهور تتسطح، يصلب بسرعة وتشكل الرواسب. عادة. الرواسب لا تزال ملتصقة على الطبقة السفليه والطلاء. يمكن أيضا أجزاء قائمة بذاتها أن تنتج عن طريق إزالة طبقة سفلية. وهناك عدد كبير من المعايير التكنولوجية التي تؤثر على تفاعل الجزيئات ( الجسيمات ) مع طائرة البلازما والركيزة وبالتالى خصائص الودائع.هذه المعايير تشمل نوع المواد الوسيطه والبلازما، تركيب الغاز، معدل التدفق، ومدخلات الطاقة، وشعله مسافة الإزاحة، والتبريد للركائز ( الطبقة السفلية ). وما إلى ذلك 

### خصائص الإيداع
الرواسب (الودائع) تتألف من عدد كبير من الفطائر مثل صفائح تسمى«علامات تنبيه» والتي يشكلها تسطيح من قطرات السائل، كما أن مساحيق المواد الوسيطه وعادة ما يكون أحجامها من ميكرومتر إلى أكثر من 100 ميكرومتر، وصفائح لديها سمك في حدود ميكرومتر إلى أكثر من 100 ميكرومتر، وصفائح لديها سمك في حدود ميكرومتر والبعد الجانبى من عدة مئات من ميكرومتر. بين هذة الصفائح، وهناك فراغات صغيرة، مثل المسام، والشقوق، ومناطق الربط غير متكتملة. نتيجه هذه الهيكلية الفريدة يمكن أن الرواسب لديها خصائص مختلفه إلى حد كبير من المواد السائبة. هذه هي بشكل عام الخصائص الميكانيكية، مثل انخفاض القوة ومعامل المرونة، وارتفاع الضغط والتسامح، وانخفاض الموصلية الحرارية والكهربائية. أيضا، وذلك بسبب التصلب السريع، ويستطيع مبدل الأستقرار المراحل تكون موجودة في الرواسب.

## التطبيقات
غالبا ما يستخدم هذه التقنية لأنتاج الطلاء على المواد الإنشائية. الطلاء مثل توفير الحماية من درجات الحرارة المرتفعة ( على سبيل المثال الطلاء الحاجز الحراري للإدارة حرارة العادم ) والصدأ والتعرية والتأكل، بل يمكن أيضا تغيير المظهر، والخصائص الكهربائية واستبدال المواد المستهلكة، وغيرها
وعندما ترش على ركائز من مختلف الأشكال وإزالتها، وأجزاء قائمة بذاتها في شكل لوحات، والأنابيب، وقذائف، ويمكن أن تنتج إ لخ. ويمكن أن تستخدم أيضا لمعالجة مسحوق ( التجانس وتعديل والكيمياء وغيرها ) في هذه الحالة الركيزة ( الطبقة السفليه ) لترسيب غير موجودة والجزيئات تصلب المادة أثناء التحليق ( الهروب) أو في بيئه تسيطر عليها (على سبيل المثال الماء ) ويمكن حقن الهباء الجوى (ايروسول : ذريرات صلبه أو سائله يحملها الهواء ) تشتتها للبوليمر في تفريغ البلازما من أجل إنشاء هذا التطعيم من البوليمر إلى سطح الركيزة. وهي تستخدم أساسا هذا التطبيق لتعديل الكيمياء من البوليمرات.

### الاختلافات
يمكن تصنيف نظام رش البلازما وفقا لمعاير عدة.
البلازما النفاثة جيل:
- التيار المباشر (البلازما DC): حيث يتم نقل الطاقة إلى الطائرة البلازما عن طريق تيار مباشر يتم الحصول عليه عبر قوس كهربي ذو قدرة عاليه.

بلازما الحث أو البلازما
- الترددات اللاسلكية: حيث يتم نقل الطاقة بشكل غير مباشر خلال ملفات متواجدة حول الطائرة البلازما عبر تيار لاسلكي متردد

البلازما متوسطة التشكيل:
- بلازما الغاز المستقر: حيث تتكون البلازما من الغاز وعادة من غازات مثل الأرجون والهيدروجين والهيليوم أو مخاليطها.
- بلازما المياه المستقرة : حيث تشكل البلازما من الماء (من خلال التبخر، والتفكك والتأين) أو سائل أخر مناسب.
- البلازما المهجنة : عن طريق خلط الغاز بالسائل وعادة يتم خلط الماء مع الارجون.

بيئة الرش:
- رش البلازما في الهواء
- التحكم في معدل البلازما المتواجده في الهواء وتعد عادة في غرفة مغلقة، سواء ملأت بغاز خامل أو غيره.

طرق التحكم في معدل البلازما : رفع ضغط بلازما الرش، وخفض ضغط بلازما الرش، والحالة القصوى رش البلازما في الفراغ
- رش البلازما تحت الماء
- اختلاف آخر يتكون من وجود المواد الخام السائلة بدلا من مسحوق صلبة للذوبان، وتعرف هذه التقنية برذاذ البلازما

### رش البلازما في الفراغ
رش البلازما في الفراغ عبارة عن خرط وتعديل السطح للحصول على طبقات مسامية مع قدرة عالية على سهولة استنسخها وتنظيفها والحصول على سطح هندسي مرن سطح المطاط والبلاستيك والألياف الطبيعية، وكذلك لاستبدال مركبات الكربون الكلورية فلورية لتنظيف المكونات المعدنية. وهكذا يمكن تحسين الخواص الهندسية للسطح مثل سلوك الاحتكاك، ومقاومة الحرارة، وتوصيل السطح للكهرباء، والتزيت، تزيد من شدة تماسك الطبقات كما يمكنها ان تتحكم في قابلية الاسطح للتفاعل مع الماء.
تتم هذه العملية عادة في درجة حرارة تتراوح بين 39 إلى 120 درجة مئوية لتجنب الضرر الحراري الممكن حدوثه. كما يمكنها ان تحدث بعض ردود الفعل الغير حرارية مما يحدث بعض التغيرات السطحية التي لايمكن ان تحدث مع الكمياء الجزيئية في الضغط الجوي ويتم معالجة البلازما في بيئة خاضعة للرقابة وفي ضغط متوسط يتراوح بين 13-65 بسكال. يتم تنشيط الغاز أو خليط الغازات بواسطة مجال كهربائي يتم توليده عبر تيار كهربي مستمر. عادة ما تكون عناصر المعالجة معزولة كهربيا كما يتم ازالة البلازما المتطايرة من المنتجات من الغرفة بواسطة مضخة تفريغ وعند الضرورة فمن الممكن تأين الرذاذ باستخدام جهاز تنقية العادم.
وعلى النقيض من الكمياء الجزيئية تستخدم البلازما في :
- الجزيئات والذرات بشكل خالي تماما من الاثار الكميائية.
- الأيونات الموجبة والإلكترونات لتأثيرات الحركية.

كما تولد البلازما أيضا الإشعاع الكهرومغناطيسي في صورة فوتونات من الأشعة فوق البنفسجية لاختراق معظم البوليمرات على عمق حوالي 10 ميكرون وهكذا يمكن أن يسبب سلسلة من الانشقاقات. تؤثر البلازما على المواد في مستويتها الذرية وتستخدم تقنيات مثل الأشعة السينية والطيف الضوئي والمجهر الإلكتروني لتحليل السطح ومن ثم لتحديد العملية اللازم استخدمها والحكم على نتائجها.

## آثار التغيير على البلازما
عند طاقات التأين العالية يميل إلى أن يحدث أكثر من تميز كميائي. في حالة وجود رد فعل نموذجي من الغاز فان عملية تشكيل الجذور الحرة تحدث لجزئ من اصل 100 جزئ في حين انها تحدث لايون واحد من اصل 106 ايون وبالتالي فان التأثير السائد هنا هو تشكيل الجزيئات للجذور الحرة. يمكن أن تسود التأثيرات الأيونية طبقاً لتغير الحادث في معاملات العملية، وإذا لزم الأمرفمن الممكن ان يتم استخدام الغازات النبيلة.

## رذاذ القوس الكهربي
يعد الرش بواسطة القوس الكهربي أحد اشكال الرش الحراري حيث يتم تغذية اثنين من الأسلاك المعدنية المستهلكة بشكل مستقل في مدفع رشاش وتحمل هذه الأسلاك بالشحنات ومن ثم يتم إنشاء قوس كهربي بينهما. تؤدي الحرارة الناتجة عن القوس الكهربي إلى صهر السلك المندفع خلال المدفع الرشاش ومن ثم يتم ايداع المعدن المنصهر على الركيزة المطلوب طلائها ويشيع استخدام هذه العملية في الطلاء المعدني الثقيل.

## نقل البلازما بواسطة القوس الكهربي
نقل البلازما بواسطة القوس الكهربي عبارة عن طريقة أخرى من طرق رش رذاذ البلازما على الاسطح الداخلية للاسطونات أو على السطح الخارجي لاي شكل هندسي ومن المعروف أنه غالبا ما تستخدم هذه الطريقة في طلاء اسطوانات المحركات المجوفة، مما يساعد على استخدام محرك من سبيكة الألمنيوم دون الحاجة إلى جلب ثقيلة من الحديد الزهر. يتم استخدام سلك موصل واحد كمصدر كهربي لتغذية النظام اثناء العملية. يعمل تيار بلازمي من الموجات فوق الصوتية على صهر السلك كما يعمل على تفتيت الذرات ومن ثم تثبيتها على السبيكة المراد طلائها. كما يتم تشكيل تيار البلازما بواسطة نقل قوس كهربي بين الكاثود الغير قابل للاستهلاك ونوع السلك. بعد انقسام الذرات يتم تدفق تيار من الهواء داخل جدار التجويف حيث يعمل على نقل القطرات الناتجة عن الانصهار. عند تغطية سطح الركيزة تتسطح الجزيئات ويرجع ذلك إلى طاقة الحركة العالية كذلك تتجمد الجزيئات بسرعة.و يعمل تكدس الجزيئات على زيادة مقاومة تأكل الطلاء. يتم استخدام سلك واحد كمادة وسيطة اثناء عملية نقل البلازما بواسطة القوس الكهربي. كما يمكن استخدام هذه العملية في طلاء سطح الاحتكاك بالمحركات أو استبدال بعض المكونات امثال الوردة أو الجلبة. فعلى سبيل المثال تستخدم عملية نقل البلازما بواسطة القوس الكهربي في تغطية مناطق الاحتكاك في الحركات مما يساعد على تقليل الوزن والتكلفة والاحتكاك والإجهاد الممكن تولده اثناء الاحتكاك

## رش وقود اكسجين السرعات الفائقة
خلال 1980 ثانية يتم وضع طبقة من عملية الرش الحراري تسمي رش وقود اكسجين السرعات الفائقة حيث يتم ضخ مزيج من الوقود الغازي والسائل مع الاكسجين داخل غرفة الاحتراق ومن ثم يتم اشعالها وحرقها بشكل مستمر. ينبع الغاز الساخن الناتجة عند ضغط يقارب 1 ميجا باسكال خلال فوهة متباينة قريبة ويتدفق خلال مقطع مستقيم. يمكن ان يكون الوقود غازي حين إذ يتم استخدام بعض الغازات مثل (الهيدروجين والميثان والبروبان والبروبلين والاسيتيلين والغاز الطبيعي...الخ ) أو يكون سائل من خلال استخدام سوائل مثل ( الكيروسين وغيرها). تكون سرعة التيار عند مقطع الخروج حوالى 1000م/ث (أكبر من سرعة الصوت). يتم حقن مخزون البودر في تيار غازي حيث يسرع من عملية نشر البودر لتصل سرعته إلى 800 م/ث. يتم توجيه سيل من الغاز الساخن والمسحوق نحو السطح المراد تغطيته حيث يذوب المسحوق بشكل جزئي خلال المجرى وتتميز الطبقات المغطاة بالمسامية العالية وقوة التحمل العالية. عملية الطلاء باستخدام وقود اكسجين السرعات الفائقة تستخدم في تغطية الاسطح السميكة وعادة ما تستخدم لتغطية المواد بطمقات معدنية أو سيراميكية.

## الرش البارد
قد قدم طريقه الرش البارد والذي يدعى غالبا الغاز الحيوى البارد الرذاذ في سنه 1990.ووضعت هذه الطريقة في الاصل في روسيا بالملاحظة العرضيه للتشكيل السريع للتغطيات، في حين ان تجربه تآكل الجسميات للهدف تتعرض لتدفق عالى السرعة محمله بمسحوق ناعم في نفق الرياح.في الرش البارد تسرع الجسميات لسرعه عاليه جدا بواسطه الحوامل غازيه تدفع خلال فوهه متقاربه-المتباعده النوع.بالنسبة للتأثير الحزئيات الصلبة المتشبعه بالطاقة الحركيه تتشوه تشوه لدن وتتلاصق معدنيا للركيزة لتكون الطلاء.
السرعة الحرجة المطلوبة لتكوين الرابطة تعتمد على خصائص المادة وحجم المحسوق ودرجه الحرارة.يكون الرش البارد مناسب للمعادن اللينة كالنحاس والألومنيوم.كفاءة الترسيب تكون منخفضه لمساحيق السبائك والإطار لمتغيرات العملية وحجم المحسوق المناسب يكون ضيق.لتسريع المساحيق لسرعه اعلى تستخدم مساحيق انعم اقل من 20 ميكروميتر.من الممكن زياده سرعه جزيئات المسحوق بواسطه استخدام غاز له سرعه صوتيه عاليه مثل الهيليوم بدلا من النيتروجين على الرغم من انه مكلف الا ان استهلاكه أكثر.للتحسين من امكانيه التعجيل يسخن غاز النيتروجين لحوالى 900 درجه مئويه وبالتالى كفاءة الترسيب وقوة الشد للودائع تزيد.

## الرش الدافئ
هو تعديل لرش وقود الاوكسى العالى السرعة والذي يكون فيه درجه حرارة غاز الاحتراق منخفضه وممزوجه بغاز النيتروجين وبذلك أصبح اقرب لعمليه الرش البارد.يحتوى الغاز الناتج على كميه أكثر من بخار الماء والهيدروكربونات غير المتفاعل والأكسجين وبالتالى هو أكثر تلوثا من الرش البارد ومع ذلك كفاءة الطلاء اعلى على الجانب الآخر انخفاض درجات الحرارة للرش الدافئ تقلل من الذوبان والتفاعلات الكيميائية لمسحوق التغذية بالمقارنة بطريقه HVOF.هذه المزايا ذات أهمية خاصة بالنسبة للمواد الطلاء مثل تيتانيوم ووالبلاستيك والزجاج المعدني والذي يتأكسد بسرعة أو يتدهور في درجات حرارة عالية.

## التطبيقات
- العمود المرفقي تجديد أو تكييف
- حماية التآكل
- حماية الإفساد

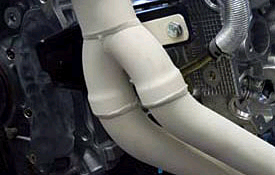
طلاء الخزف مرشوش البلازما وتطبيقها على جزء من نظام عادم السيارات

- تبديل التوصيل الحراري أو التوصيل الكهربائي
- تحكم التآكل :اما ب hardfacing (wear-resistant) or abradable coatin
- تصليح الأسطح التالفة
- درجة الحرارة / أكسدة الحماية (الطلاء حاجز حراري)
- إنتاج مواد متدرجة وظيفيا (على أي من التطبيقات المذكورة أعلاه)

## سلامة
الرش الحراري ليس بالضرورة أن تكون عملية خطيرة، إذا تم التعامل مع المعدات بعناية، ويتم اتباع الممارسات الصحيحة الرش. كما وهو الحال مع أي عملية صناعية، وهناك عدد من المخاطرويجب على العامل ان يكون واعى لها وعلى ضوئها ينبغي اتخاذ احتياطات معينة. من الناحية المثالية، ينبغي أن تعمل معدات تلقائيافى حيز مصمم خصيصا لاستخلاص الدخان وتقليل مستويات الضوضاء، ومنع عرض مباشر للرش الرئيسى.ومثل هذه التقنيات أيضا تنتج مواد الطلاء التي هي أكثر اتساقا هناك مناسبات عندما يكون نوع من المكونات قد عولج، أو مستويات الإنتاج المنخفضة، ويتطلب دليل تشغيل المعدات. في ظل هذه الظروف، من ذوي الخبرة في عدد من المخاطر، التي تتميز بها عمليات الرش الحراري، بالإضافة إلى تلك التي تواجهها الصناعات في الإنتاج أو المعالجة.

## ضجيج
تستخدم معدات الرش المعدنى غازات مضغوطه التي تخلق الضوضاء. مستويات الصوت تختلف مع نوع من معدات الرش، والمواد التي يجري رشها، ومعايير التشغيل. نموذجي مستويات ضغط الصوت اتخذت 1 متر وراء القوس.

## الأشعة فوق البنفسجية
احتراق معدات الرش ينتج اللهب الشديدة، التي قد يكون لها درجة الحرارة ذروتها أكثر من 3100 درجة مئوية، ومشرق جدا.ينتج رش القوس الكهربائي أشعة فوق بنفسجية والتي قد تؤدي إلى تلف أنسجة الجسم الحساسة. ينبغي تجهيز مقصورات رذاذ، ومرفقاته مع زجاج ماص داكن فوق بنفسجى والذي غير ممكن.العاملين وغيرهم في المحيط عليهم ارتداء نظارات واقيه تحتوى على زجاج اخضر من نوع BS من الدرجة السادسة.يجب وضع شاشات مبهمة حول مناطق الرش. لا ينبغي أبدا من فوهة مسدس قوس أن ينظر إليها مباشرة، إلا أنه من المؤكد أن أي قوة متاحة للمعدات.

## الغبار والأبخرة
الانحلال من المواد المنصهره ينتج كميه كبيره من الغبار والادخنه التي تتكون من جسيمات دقيقه للغايه(حوالي 80 - 95٪ من الجسيمات<100 نانومتر).
المواد المحدده تحدث المخاطر المعروفة.
1. جزيئات معدنية مقسمة بشكل جيد وبطريقة وضعية بحيث لايسمح لها التجمع مرة أخرى.
2. بعض المواد على سبيل المثال الألومنيوم والزنك والمعادن الأساسية الأخرى تتفاعل مع الماء ليبنتج الهيدروجين والذي يكون قابل للانفجاروالاحتياطات الخاصة تكون ضرورية في معدات استخلاص الدخان.
3. هناك ابخره مواد معينه لاسيما الزنك وسبائك النحاس الغير مستحب رائحتهم قد تسبب بالحمى لدى بعض الافراد وهذا قد يحدث في وقت ما بعد الرش وتزول عادة بسرعة. إذا لم يحدث ذلك، لا بد من استشارة الطبيب.

## حرارة
تستخدم مسدسات احتراق الرش الاكسجين والوقود وهذا الوقود ينفجر لذلك لا يجوز أن تستخدم الاسيتيلين الا في ظل الظروف المعتمده الشروط.الأكسجين الغير منفجر يحمل الاحتراق، والعديد من المواد سوف تشتعل تلقائيا، إذا كانت مستويات الأوكسجين الزائد موجودة. يجب توخي الحذر لتجنب التسرب، وعزل الأوكسجين وغاز الوقود وعندما لا يكونا قيد الاستعمال.

## صدمة المخاطر
مسدسات القوس الكهربى تعمل تحت ضغط منخفش اقل من 45 فولت في حاله تيار مستمر ولكن في التيارات العالية نسبيا يمكن الإمساك بهم بامان وترتبط وحدات امدادات الطاقة ب 440 فولت لمنابع ذات تغير متغير ويحب التعامل معها بحذر.

## انتقالا إلى بعض المميزات التي تختص بها هذه الطريقة:'

### مميزات تقنية وفنية:'
```
ويكمن ذلك في الحصول على جيل جديد من المواد المميزة الناتجة من دمج عنصرين معا ويتم ذلك بطريقة متزامنة التكوين وأفضل مثال يوضح هذه الحالة الموصلات الالكترونية.
```

### المميزات الاقتصادية:'
```
مثل إنتاج السبائك الغالية مثل الاستانلس استيل أو سبائك النيكل القائمة على التفاعل والإحلال بنسب متفاوتة وبذلك نستطيع الحصول على فترة عمرية أطول وأفضل للسطح مما يترتب عليه اختصار وتقليل زمن الصيانة وبذلك العمل على توفير التكلفة .وبذلك تعتبر هذه الطريقة مكسبا هائلا من الناحية الاقتصادية .
```

### الصفات الوضعية:'
```
فالعاملين في هذا المجال يكون لهم القدرة على التعامل مع المواد الجديدة الناتجة عن عملية الدمج حيث يكون لها صفات غير مالوفة أو غير متعارف على وجودها أو على ادائها ومثال على ذلك :-
```

الصناعات الخزفية (السيراميك )والبوليميرات بالإضافة إلى مركبات عناصر أخرى .
وفي حالة إضافة كذا طبقة على السطح يكون ذلك بهدف المبالغة في الحماية ضد العناصر الخارجية .والتغطية في حد ذاتها لا تعتبر الاختراع الوحيد الجديد في مجال صقل وحماية سطح المعادن فقد تم العمل حاليا على التطوير في استخدام النظرية عموما في طلاء الخشب والمعادن بمواد عضوية وغير عضوية تعمل على تحسين الخواص الميكانيكية والكيميائية لهم .''
وقد تم العمل مؤخرا على تحسين الأداء الوظيفى لعمليات التغطية من كونها وسيلة تقليدية للحماية إلى أخرى يتم معالجتها كيميائيا وحراريا وذلك في حالة الخلط المتناسب بين المركبات وبعضها حتى ينتج لنا في الآخر أداء متميز .ومن أهم المجالات التي تستخدم فيها التغطية هي الطريقة التي يتم بها تغطية وحماية الزجاج حيث يتم طلائه بمواد عضوية وغير عضوية أو مواد مركبة تكون مكونة من طبقة طلاء واحدة أو اثنين .
ومن الممكن استخدام هذه الطبقات في حماية الاستانلس استيل ,الحديد الزهر والالومنيوم من اشكال التاكل المختلفة والبرى والتعرض للتفتت نتيجة العوامل البيئية المختلفة .والان قد سمحت هذه التقنية العالية من الاستفادة منها في الحصول على طبقات سميكة من المعادن واكاسيدها المختلفة حتى يتم استخدامها في صناعة الموصلات عالية الجودة .ويدخل في تطبيق هذا المجال أيضا استخدام الغازات المختلفة التطبيقات وبذلك يتم الحصول على مدى واسع من الموصلات على اختلاف اشكالها وانواعها ووظيفتها .
ويعد الاختلاف في طريقة عمل التغطية هو الأساس في تمييز الموصلات عن بعضها البعض وذلك من ناحية الجودة والعمر والاستخدام . ومن اشكال التغطية المشهورة والمفيدة أيضا هي التغطية الكيميائية التي تعتبر من الطرق المميزة جدا عن طرق التغطية الأخرى ويقصد بها عمل تغطية لسطح المعدن باستخدام مواد كيميائية عضوية وغير عضوية أو مواد مركبة من الاثنين معا لينتج في النهاية مركب له صفات عالية . وأيضا عن طريق هذه الوسيلة ممكن تغطية الموادالخزفية (خزف) بطبقة خفيفة أو سميكة ويتحدد ذلك على نوع التطبيق الذي يستخدم فيه السيراميك . وكذلك ممكن وضع أكثر من طبقة فوق بعض زيادة في الحماية .
ويتم تطبيق هذه الطريقة في مجال الإلكترونيات والموصلات والمعادن على مختلف اشكالها مثل النحاس والنيكل وذلك بتكوين طبقات مضادة للبرى والتاكل والانهيارات على مختلف اشكالها وذلك عن طريق عمل التغطيات الإلكترونية والكيميائية المختلفة التكوين والوسيلة والهدف . وفقا لذلك يتم استخدام هذه التقنية وبشكل واسع جدا في مجال صناعة السيارات والطائرات ويقصد هنا دخولها في صناعة الإطار الخارجى لكلا منهما وبعض الأجزاء الداخلية ويعتبر اهمها المواتير حيث يتم طلائها عن طريق التغطية وذلك لضمان حمايتها وسلامتها أثناء الحركة . وأيضا يدخل الاستخدام بالنسبة للسيارات في جانب تغطية الأبواب واطارات المقاعد بالإضافة إلى الاستخدام في تغطية أعمدة الدوران ونقل الحركة وذلك حفاظا عليها من الانهيار نتيجة الاحتكاك الشديد واتفاع درجة الحرارة .
ومن الاستخدامات المرتبطة بهذا النوع من التقنية هو استخدامها في مجال تحليل الالومنيوم وذلك بطريقة إلكتروكيميائية حيث يتم عن طريقها الحصول على أكسيد الالومنيوم واستخدامه في تفاعلات وتطبيقات أخرى .وزيادة في الاستفادة يتم من خلالها استخدام أكسيد التيتانيم في مجال طلاء زجاج النوافذ حيث أنه يقاوم العوامل البيئية الخطيرة . ==•أساسيات عملية الرش الحرارى:''==
الرش الحرارى يتطلب جهاز ينشئ لهب بدرجة حرارة عالية أو بلازما ذو قوة عالية.في حالة البلازما يوجد جهاز يسمى (بلازمترون): في هذا الجهاز يتم شحن مولد البلازما عن طريق قوس أو تفريغ التردد العالى حيث البلازما تركب بواسطة بخار الغاز.

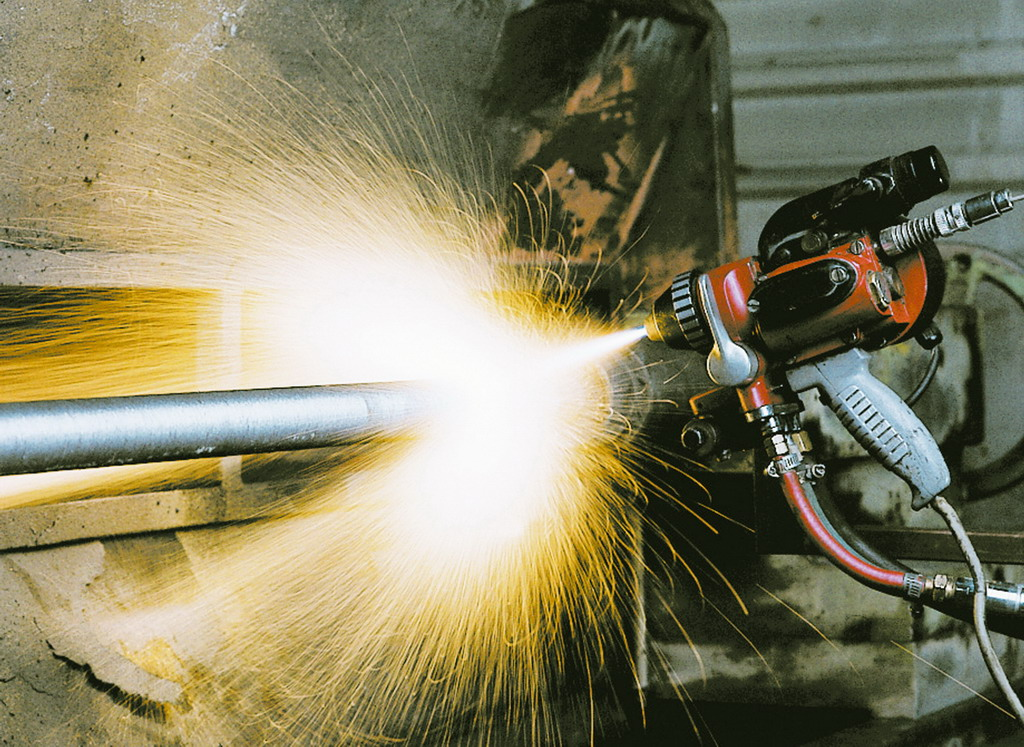
الرش الحرارى باستخدام اللهب

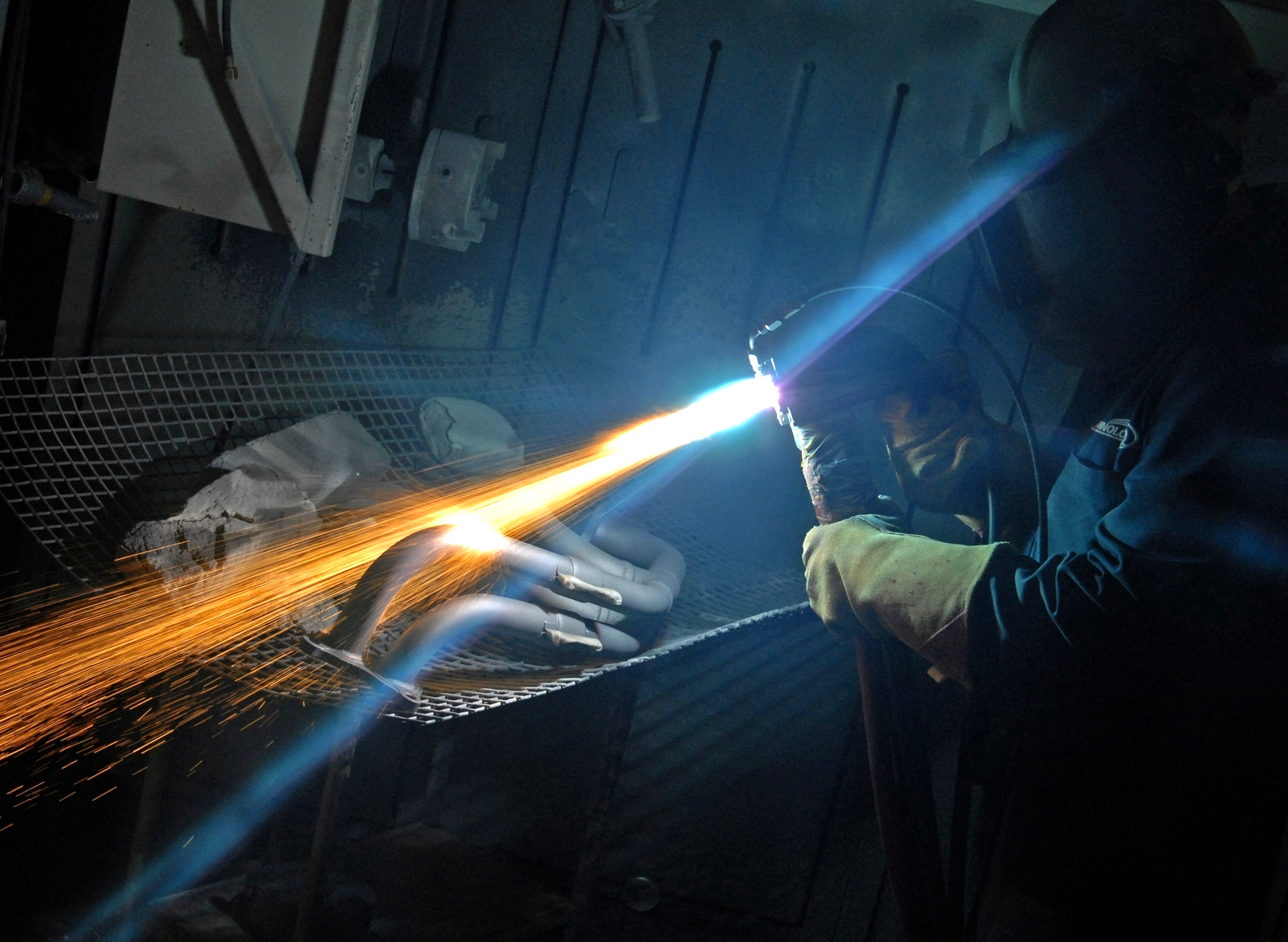
الرش الحرارى باستخدام البلازما

معدن ،سيراميك ، أو حتى مساحيق البوليمر يتم ادخالها وسط السائل، يتم انصهار أحد هذه المواد خلال جزء صغير من الجهاز ويتم دفع المادة المنصهرة إلى الفوهة حيث تخرج المادة المنصهرة على الجزء المراد رشه حراريا في شكل حبيبات وتكون طبقة صلبة تسمى غطاء أو طلاء.أي مادة يمكن رشها طالما معروف قيمة نقطة انصهارها، وأيضا لابد ألا تكون قابلة للتحلل أو التأثر بالانصهار.
الاختلاف الاساسي بين الرش الحرارى والرش بالبلازما هو أقصى درجة حرارة يمكن أن تتحقق. في الرش الحرارى تكون درجة الحرارة محدودة لانها معتمدة على الاحتراق الداخلى للغازات (الروبان، الاثيلين، البيوتان) حيث درجة الحرارة المعروفة التي تخرج من فوهة الجهاز ويسمى لهب الاوكسي استيلين وتصل إلى 3000 كلفن.
عند استخدام الطاقة الكهربية كمصدر للحصول على البلازما نحصل على درجة حرارة غير محدودة، حيث يمكن التحكم في درجة الحرارة عن طريق التحكم في كمية الطاقة الداخلة للجهاز . أقصى طاقة يمكن ان تدخل إلى جهاز (البلازمترون)تعتمد على مساحة الطاقة التي تنشئ بين نقل التيار المتردد والتيار الثابت وكذلك الجهاز.الرش بالبلازما باستخدام الطاقة الكهربية تصل درجة حرارتها إلى 15000 كلفن حيث يعتمد هذا على نوع الغاز المستخدم مثل (الارجون، الهليوم، النتيروجين) وكذلك الطاقة الداخلية.

## خصائص المواد المستخدمة في عملية التغطية:'
1.مقاوم للتغير في الشكل .
2.ارتفاع معامل الصلابة.
2.ارتفاع معامل التمدد الحراري.
3.انخفاض المسامية.

### خصائصخزفالنموذجية هي:'
1.استقرار حراري عالي.
2.استقرار كيميائي.
3.صلابة عالية.
4.انخفاض معامل الصلابة.
5.انخفاض معامل التمدد الحراري.
6.انخفاض التوصيل الحرارى.
•الجمع بين هذه الخصائص تعطي مواد مركبه مفضله في عملية التغطية، ومع ذلك العديد من الاحتياطات يجب أن تؤخذ في عين الاعتبار، مثل الفرق في معامل التمدد الحراري بين المعدن والمادة المستخدمة في عملية التغطية الذي تؤدي إلى عيوب غير مرغوب فيها في شكل التغطية التي تسبب مخاطر تؤدى إلى فشل عملية التغطية . ويمكن حل ذلك عن طريق دخول ماده أخرى أو بواسطة الليزر أو غيرها من التقنيات . والصلابة المنخفضة في خزف هي أيضا نقطة مثيرة للقلق . أبحاث مكثفة جارية في جميع أنحاء العالم لتطوير خزف مع معامل صلابة ذو خصائص جديدة، على سبيل المثال: يجري البحث عن تغطية حرارية مزودة بالياف خزف . مثل كربيد السيليكون / التغطية بمركب الألومينا.''
يوجد عدد كبير من التطيبقات التقنية المستخدم فيها طريقة التغطية بالرش الحرارى والتوسع في استخدام هذه الطريقة في حالة خزف . العديد من هذه التطيبقات نتيجة لطلب مستخدمى الماكينات والأدوات، وذلك لحماية اجزاء الماكينات من التأكل، الصدأ، التعرية، والتأكل الحرارى والكيميائي. اما التطبيقات الأخرى نتيجة للرغبة في إضافة خصائص متعددة جديدة للمواد التقليدية، كمثال : ان تكون الموصلات فائقة التوصيل في حالة طرق التغطية التقليدية، التغطية بالماس , وكذلك التغطية الحيوية للسيراميك . انه من المستحيل تغطية كل التطبيقات المتاحة الينا حاليا. القائمة المشار إليها اسفل، تعتبر جزء ليس بالكثير من التطبيقات التي يستخدم فيها عملية التغطية بالرش الحرارى بنجاح ولذلك لحل العديد من المشاكل الموجودة من تأكل، صدأ، وتعرية .

## •	التطيبقات التي تم استخدام عملية التغطية فيها:'
1.	التحكم في التأكل والتعرية في أجزاء الماكينات ودوارات التوربينات، وكذلك الحواجز الواقية في محطات توليد الطاقة.
2.	التحكم الجزئي في التأكل الموجود في انابيب الغلايات وكذلك سخانات محطات توليد الطاقة.
3.	التحكم في التأكل وتحسين خصائص الاحتكاك في العديد من أجزاء الماكينات التي تشمل أجزاء المضخة, الصمامات , رمان بلى، وأيضا لفات الطباعة . 4.	تغطية المعادن للحماية من الصدأ في الابنية الهندسية والكبارى الخرسانية في المناطق الساحلية.
5.	الحماية من الصدأ في المعادن السائلة خلال اسطمبات عملية البثق.
6.	حماية معدات البتروكيميات من الصدأ، وكذلك المصانع الكيميائية وأيضا حماية محركات الاحتراق من التأكل.
7.	تغطية الحواجز الكيميائية والحرارية في المكابس والصمامات في محركات الديزل، وكذلك الماكينات المقننة، وأيضا ريش توربينات الطائرات.
8.	تغطية السطح الداخلى للاسطوانة الموجودة داخل محركات الاحتراق لتسهيل الحركة بين أجزاء الموتور.
9.	تغطية الأراضي الخرسانية في عمليات صناعة الألبان.
10.	تغطية المعادن السميكة للأجزاء المفتتة عن طريق الانسياب (الانصهار) الفيزيائي باستخدام تقنية البخار.
11.	التغطية لحماية الأراضي الخرسانية من عوامل التعرية وذلك في منتجات الزراعة .
12.	تغطية عالية لتطبيقات الفضاء.
13.	تغطية الاسطح المستخدمة من قبل مثل الطرق، بناء السفن، وأيضا صيانة الأدوات والمعدات.
14.	التغطية باستخدام السبائك وذلك عند استخدام توربينات الغاز في الطائرات لحمايتها من التأكل والصدأ.

## تداعيات السلامة'
الرش الحراري ليس بالضرورة أن تكون عملية خطيرة، إذا تم التعامل مع المعدات بعناية، ويتم اتباع الممارسات الصحيحة الرش. كما هو الحال مع أي عملية صناعية، وهناك عدد من المخاطر، والتي تكون من الجهاز وينبغي أن تكون معلومة، والتي على ضوئها ينبغي اتخاذ احتياطات معينة. من الناحية المثالية، ينبغي أن تعمل معدات الجهاز تلقائيا، في جيوب مصممة خصيصا لاستخلاص الدخان، وتقليل مستويات الضوضاء، ومنع العامل من التعرض مباشرة للرش. ومثل هذه التقنيات أيضا إنتاج مواد الطلاء التي هي أكثر التصاقا. هناك حالات عندما يكوننوع معين من المركبات السابقة معالج، أو يكون مستوى الإنتاج الخاص به متدنى، ويتطلب دليل تشغيل المعدات. في ظل هذه الظروف، من ذوي الخبرة في عدد من المخاطر، التي تتميز بها عمليات الرش الحراري، بالإضافة إلى تلك التي تواجهها الصناعات في إنتاج أو معالجة.

### الضوضاء'
عند استخدام معدات رش الغازات المضغوطة، التي تخلق الضوضاء. مستويات الصوت تختلف مع نوع معدات الرش، والمواد التي يجري رشها، ومعايير التشغيل. مستويات ضغط الصوت تأخذ1 متر لكل قوس.

### ضوء الأشعة فوق البنفسجية'
احتراق معدات الرش ينتج عنه اللهب الشديدة، الذي قد يكون له درجة الحرارة تصل لأكثر من 3100 درجة مئوية.ينتج عن هذا الجهاز اشعة فوق بنفسيجية ، والتي قد تؤدي إلى تلف أنسجة الجسم الحساسة. لذلك ينبغى ان ناخذ الاحتياطات اللازمة لذلك، مثل زجاج يمتص الاشعة فوق البنفسيجية. حيث يجب أن يرتدى العامل نظارة واقية ضد هذه الاشعة. ويجب وضع شاشات واقية حول مناطق الرش. لا ينبغي أبدا ان ينظر العامل من فوهة مسدس الرش مباشرة.

### الغبار والرماد'
دمج العديد من المواد المنصهرة معا ينتج عنه كمية كبيرة من الغبار والأدخنة حيث تتكون من جسيمات دقيقة للغاية (حوالي 80 - 95٪ من الجسيمات <100 نانومتر). التسهيلات المرافقة للاستخلاص المناسب بتكون فعالة، ليس فقط من أجل السلامة الشخصية، ولكن للحد من خروج الاجزاء غير المفيدة عند عملية الرش . ويوصى بشدة استخدام أجهزة التنفس، مزودة بمرشحات مناسبة، ومن المخاطر المعروفة عند استخدام الجهاز بطريقة خاطئة ومواد لا تصلح للاستخدام يحدث مايلى:
1.جزيئات معدنية مقسمة بشكل جيد وبطريقة وضعية بحيث لايسمح لها التجمع مرة أخرى.
2. المواد على سبيل المثال الألومنيوم والزنك والمعادن الأساسية الأخرى تتفاعل مع الماء للحصول على الهيدروجين. حيث هذا قابل للانفجار، لذلك يجب أخذ الاحتياطات الخاصة التي تكون ضرورية في معدات استخلاص الدخان.
3. عند استخدام الزنك وسبائك النحاس الغير مستحب رائحتهم، قد ممكن يسبب في بعض الأفراد، رد فعل مثل الحمى. وهذا قد يحدث في وقت ما بعد الرش وتزول عادة بسرعة. إذا لم يحدث ذلك، لا بد من استشارة الطبيب.

### حرارة'
يحدث احتراق لبنادق الرش نتيجة استخدام الأكسجين والغازات كوقود. وانفجار تلك الغازات المستخدمة كوقود . لذلك على وجه الخصوص، لا يجوز أن تستخدم الاسيتيلين في ظل ظروف معينة.

```
إذا كانت مستويات الأوكسجين زائدة عن الحد . يجب توخي الحذر لتجنب التسرب، ويجب عزل الأوكسجين والغاز عند استخدامهم كوقود، وذلك عندما لا تكون قيد الاستعمال.
```